# Mário da Graça Machungo
Mário Fernandes da Graça Machungo (1 de dezembro de 1940 – Lisboa, 17 de fevereiro de 2020) foi um político moçambicano. 
Como membro da FRELIMO, ocupou vários cargos ministeriais após a independência de Moçambique. Foi Ministro da Indústria e Comércio de 1975 a 1976, Ministro da Indústria e Energia de 1976 a 1978, Ministro da Agricultura de 1978 a 1980 e Ministro do Planeamento e Desenvolvimento de 1980 a 1986. Entre 1983 e 1986 foi ao mesmo tempo governador da província da Zambézia. De 17 de julho de 1986 a 16 de dezembro de 1994 ocupou o posto de primeiro-ministro de Moçambique. Durante a sua administração, a FRELIMO renunciou à ideologia marxista e decidiu abandonar o sistema de partido único, estabelecendo um sistema multipartidário.
Posteriormente Mário Machungo envolveu-se no setor privado. A partir de 1995 tornou-se Presidente do Conselho Consultivo do maior banco do país, o Banco Internacional de Moçambique, que usa a Marca comercial Millennium bim.
Morreu no dia 17 de fevereiro de 2020.